# Buthidae

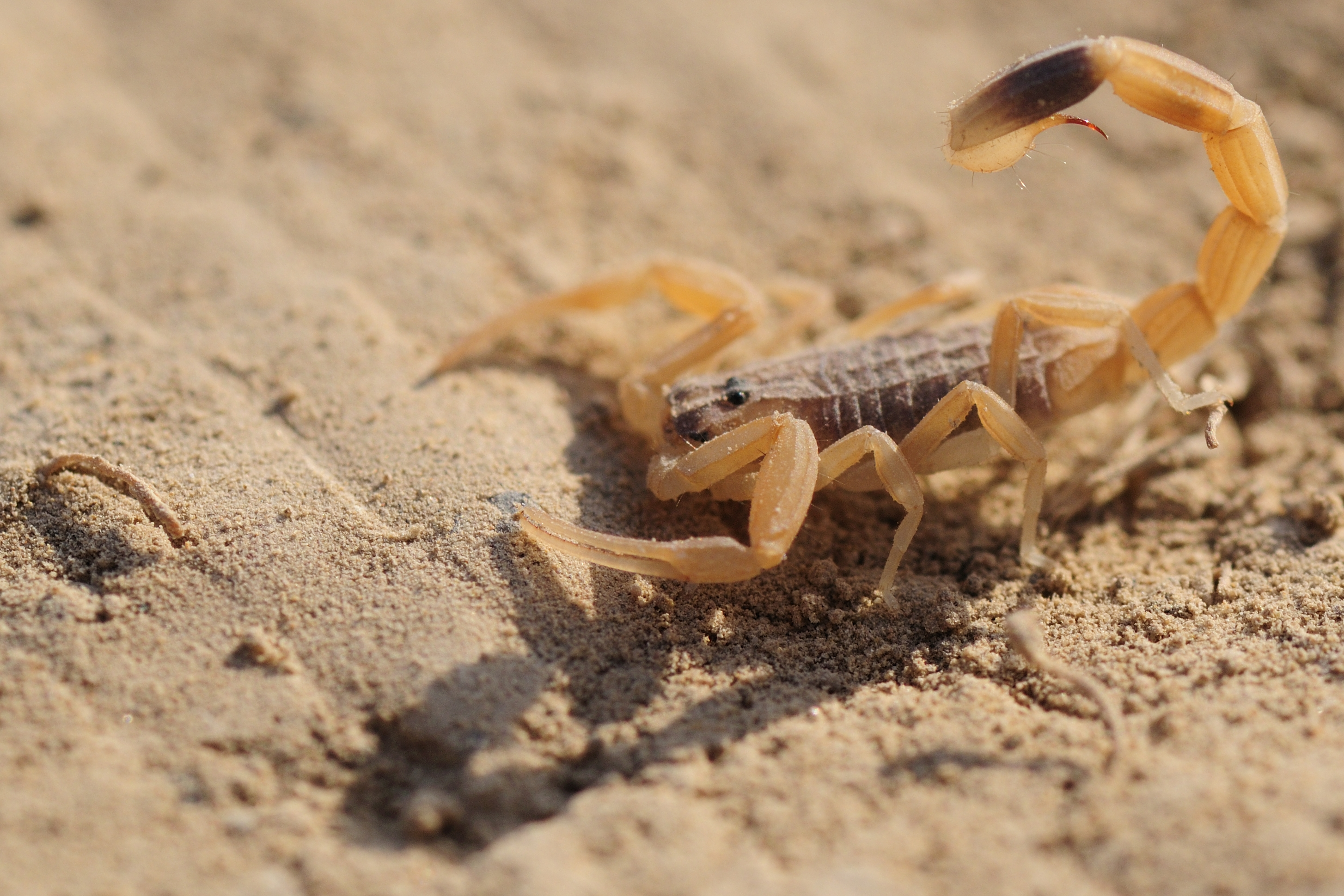
Compsobuthus acutecarinatus

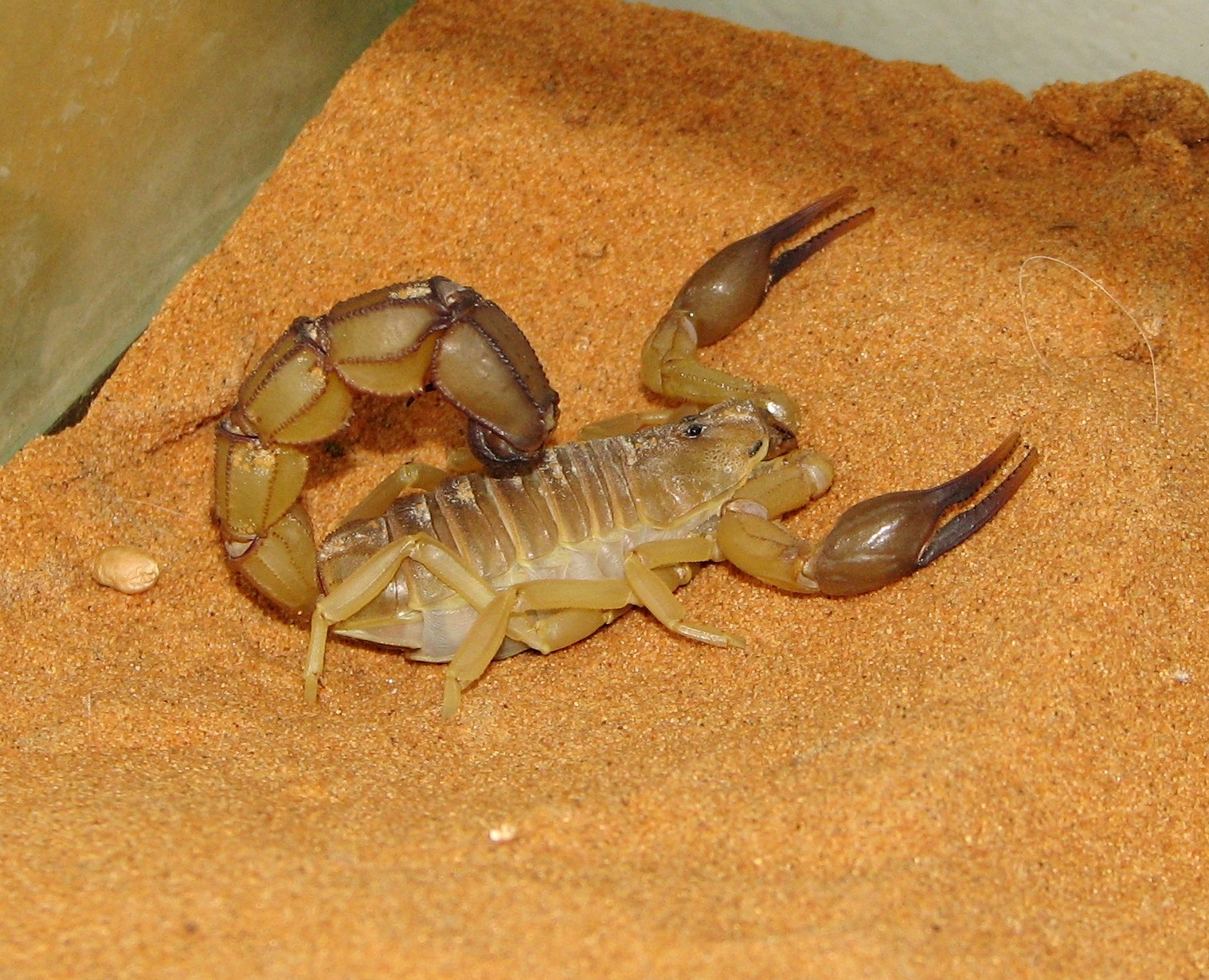
Androctonus australis

Die Buthidae sind die größte Familie der Skorpione (Scorpiones) mit derzeit 919 Arten in 87 Gattungen. 

## Merkmale
Die Buthidae sind meist kleine bis mittelgroße Skorpione mit einer dreieckigen bis fünfeckigen Brustplatte. Der Schwanz der meisten Vertreter ist breit und sehr kräftig gebaut, einzelne Gattungen haben jedoch auch schmalere Schwänze. Ebenso können die Greifbeine schmal oder kräftig ausgebildet sein. Die Färbung der Arten variiert von gelb bis dunkelbraun und seltener auch schwarz. Die Körpergröße variiert von etwa 20 Millimeter bei Microtityus- und Microbuthus-Arten bis 120 Millimeter bei den Arten mehrerer Gattungen.
Unter den Buthidae gibt es einige Arten mit einem sehr starken Gift, etwa 20 Arten können dabei auch für den Menschen tödlich sein. Die stärksten Gifte findet man bei Arten der Gattungen Androctonus, Centruroides, Hottentotta, Leiurus, Parabuthus und Tityus.

## Verbreitung und Lebensraum
Arten der Buthidae sind in gemäßigten, subtropischen und tropischen Regionen der gesamten Erde verbreitet. Sie leben unter Steinen und in Felsspalten sowie in kleinen, teilweise bis 40 Zentimeter tiefen Höhlen.

## Systematik
Folgende Gattungen werden als Buthidae zusammengefasst:
- Afghanobuthus Lourenço, 2005
- Afroisometrus Kovarík, 1997
- Akaranocharmus Lourenço, 2004
- Akentrobuthus Lamoral, 1976
- Alayotityus Armas, 1973
- Ananteris Thorell, 1891
- Androctonus Ehrenberg, 1828
- Anomalobuthus Kraepelin, 1900
- Apistobuthus Finnegan, 1932
- Australobuthus Locket, 1990
- Babycurus Karsch, 1886
- Baloorthochirus Kovarik, 1996
- Birulatus Vachon, 1974
- Buthacus Birula, 1908
- Butheoloides Hirst, 1925
- Butheolus Simon, 1882
- Buthiscus Birula, 1905
- Buthoscorpio Werner, 1936
- Buthus Leach, 1815
(Feldskorpion)
- Centruroides Marx, 1890
(Centruroides vittatus)
- Charmus Karsch, 1879
- Cicileus Vachon, 1948
- Compsobuthus Vachon, 1949
- Congobuthus Lourenço, 1999
- Darchenia Vachon, 1977
- Egyptobuthus Lourenço, 1999
- Femtobuthus Loewe, 2010
- Grosphus Simon, 1880
- Hemibuthus Pocock, 1900
- Hemilychas Hirst, 1911
- Himalayotityobuthus Lourenço, 1997
- Hottentotta  Birula, 1908
  - Hottentotta jayakari
- Iranobuthus Kovarík, 1997
- Isometroides  Keyserling, 1885
- Isometrus Ehrenberg, 1828
- Karasbergia Hewitt, 1913
- Kraepelinia Vachon, 1974
- Lanzatus Kovarik, 2001
- Leiurus Ehrenberg, 1828
  - Leiurus quinquestriatus
- Liobuthus Birula, 1898
- Lissothus Vachon, 1948
- Lychas C.L. Koch, 1845
- Lychasioides Vachon, 1974
- Mauritanobuthus Qi & Lourenço, 2007
- Mesobuthus Vachon, 1950
(Mesobuthus gibbosus)
- Mesotityus Gonzáles-Sponga, 1981
- Microananteris Lourenço, 2003
- Microbuthus  Kraepelin, 1898
- Microcharmus Lourenço, 2005
- Microtityus Kjellesvig-Waering, 1966
- Neobuthus Hirst, 1911
- Neogrosphus Lourenço, 1995
- Neoprothobuthus Lourenço, 2000
- Odontobuthus Vachon, 1950
- Odonturus Karsch, 1879
- Orthochiroides  Kovarík, 1998
- Orthochirus Karsch, 1891
- Pantobuthus Lourenço & Duhem, 2009
- Parabuthus Pocock, 1890
- Pectinibuthus Fet, 1984
- Physoctonus Mello-Leitao, 1934
- Picobuthus Loewe, 2010
- Plesiobuthus Pocock, 1900
- Polisius Fet, Capes & Sissom, 2001
- Psammobuthus Birula, 1911
- Pseudolissothus Lourenço, 2001
- Pseudolychas Kraepelin, 1911
- Pseudouroplectes Lourenço, 1995
- Razianus Farzanpay, 1987
- Rhopalurus Thorell, 1876
- Riftobuthus Lourenço, Duhem & Cloudsley-Thompson 2010
- Sabinebuthus Lourenço, 2001
- Saharobuthus Lourenço & Duhem, 2009
- Sassandiothus Farzanpay, 1987
- Simonoides Vachon & Farzanpay, 1987
- Somalibuthus Kovarík, 1998
- Somalicharmus Kovarík, 1998
- Thaicharmus Kovarík, 1995
- Tityobuthus Pocock, 1893
- Tityopsis Armas, 1974
- Tityus C.L. Koch, 1836
  - Tityus exstinctus
- Troglorhopalurus Lourenço, Baptista & Giupponi, 2004
- Troglotityobuthus Lourenço, 2000
- Uroplectes Peters, 1861
- Uroplectoides  Lourenço, 1998
- Vachoniolus Levi, Amitai & Shulov, 1973
- Vachonus Tikader & Bastawade, 1983
- Zabius Thorell, 1893

## Buthidae und Menschen
Buthidae haben wegen ihrer Gifte eine medizinische Bedeutung für den Menschen. Außerdem werden Arten dieser Familie bevorzugt von Liebhabern als Terrarientiere gehalten.